# Cristina Țopescu
Cristina Țopescu (n. 4 iulie 1960, Oradea, România – d. decembrie 2019, Otopeni, Ilfov, România) a fost o jurnalistă și prezentatoare de televiziune din România, fiica comentatorului sportiv Cristian Țopescu.

## Biografie
Cristina s-a născut în familia comentatorului sportiv Cristian Țopescu, care a fost căsătorit timp de unsprezece ani, până în anul 1970, cu Rodica Țopescu. În timpul regimului comunist, Rodica a ales să emigreze în Germania și mai apoi în Suedia. Din alte două căsătorii ulterioare alte tatălui său, au mai rezultat doi frați, băieții Cristian (cu Rosemarie) și Felix Sebastian (cu Christel Ungar). Cristina a urmat Facultatea de Limbi și Literaturi Străine, din cadrul Universității București, secția engleză – italiană. În perioada 1970 - 1994 a fost în cadrul TVR: prezentator emisiuni de copii (1970 - 1976), prezentator emisiuni tineret (1976 - 1979), prezentator programe (1979 - 1981), prezentator programe și emisiuni de divertisment (1991 - 1994).
În 1993 a prezentat emisiunea de divertisment „Teletrioshow” în cadrul TVR, iar în următorul an emisiunea de divertisment „Astă seară ne distrăm în familie” (TVR), care a primit Premiul APTR pentru cea mai bună emisiune de gen a anului.
În perioada 1994-1996 a fost redactor la redacția de „Analize, sinteze și comentarii politice” a TVR, prezentator al emisiunii-magazin de sâmbătă „Ora 25 Tranzit TV”, precum și traducător-redactor film.
În perioada următoare, 1996–2000, a fost prezentator-redactor știri la Pro TV, corespondent evenimente politice speciale, corespondent acreditat la Președinția României, realizând corespondențe și transmisii live din Franța, Germania, Marea Britanie, S.U.A. (Washington - Casa Albă), India, Vietnam, China, Hong Kong și mai multe interviuri cu președintele României de atunci, Emil Constantinescu. Tot în această perioadă a fost realizator și moderator al emisiunii de talk-show politic „Întâlnire cu presa”, alături de Dumitru Tinu și C.T. Popescu. În week-end a prezentat, alături de Andrei Zaharescu, emisiunea „Un alt fel de jurnal”.
În anul 1998 i-a fost decernat Premiul revistei „VEDETE”, acordat de public, pentru cel mai bun prezentator de știri.
În perioada 2000-2001 a fost redactor-șef și editorialist al revistei „Oameni în top”, redactor al revistei conduse de Mircea Dinescu, „Plai cu boi”, în paginile căreia a realizat o serie de 12 interviuri, pe parcursul unui an, cu scriitorul și omul politic Alexandru Paleologu.
În perioada 2001–2013 a fost redactor-prezentator știri la Prima TV, corespondent special acreditat la Președinție și la Guvernul României (transmisii live din Austria, Belgia, Italia, Cehia, Bulgaria, Slovenia, Serbia, Azerbaidjan, Portugalia, S.U.A, Marea Britanie, Irlanda, Franța, Rusia, Senegal, Republica Panama și mai multe interviuri cu președintele României de atunci, Ion Iliescu, dar și cu membrii guvernului din acea perioadă), moderator talk-show-uri politice ocazionate de evenimente speciale (intrarea României în NATO, vizita președintelui SUA, George W. Bush la București, campania anti-drog și teledon, alegeri locale și prezidențiale 2005 etc.).
În anul 2002 a primit Premiul APTR pentru cel mai bun prezentator de știri.
Cristina Țopescu a fost realizatorul unui film-portret, cu un interviu inclus, cu scriitorul Paulo Coelho, transmis în două episoade a câte o oră (Premiul APTR - Asociația Profesioniștilor de Televiziune din România - pentru cel mai bun interviu al anului, primul interviu acordat de Paulo Coelho unei televiziuni din România).
Este, de asemenea, realizatorul unui interviu cu Richard Clayderman și cu scriitorul Dinu Săraru.
În 2004 a primit Premiul publicului pentru cel mai bun prezentator de știri și Premiul publicului pentru excelență în activitatea de jurnalist TV.
În 2005 a realizat un interviu-film cu regele Mihai I al României, „Nimic fără Dumnezeu” (DVD la Humanitas cu același nume).
A fost corespondent special la Vatican, la moartea papei Ioan Paul al II-lea.
În 2006 a fost realizator al emisiunilor „Europa, te salut!” și „Interviurile Cristinei Țopescu”, realizând interviuri neconvenționale cu personalități precum Emil Brumaru, Florian Pittiș, Johnny Răducanu, Andrei Gheorghe.
În perioada 2006–2013, a fost editor prezentator al știrilor de la Prima TV și realizator al editiilor speciale, interviurilor cu prim-ministrul Emil Boc, președintele României, de la acea vreme, Traian Băsescu, președintele PSD Mircea Geoană și președintele PNL Crin Antonescu.
În perioada 2009–2011, Cristina Țopescu a coordonat și a reprezentat campaniile sociale dedicate copiilor orfani, copiilor romi, copiilor dispăruți, oamenilor - cazuri sociale, dar și animalelor și drepturilor acestora, dezvoltate de către Prima TV:
- „Stop indiferenței - Acești copii trebuie educați!”- data de start a campaniei - 16 oct 2011.

- „Stop indiferenței. Îmbracă un vis”- 1 aprilie 2011.

- „Voluntar în România celor singuri” data de start a campaniei - 15 decembrie 2010.

- „Stop indiferenței! Ia atitudine!”- data de start a campaniei - 3 oct 2010.

- „Stop indiferenței! Dă-le aripi”- data de start a campaniei - 1 iunie 2010.

- „Stop indiferenței - Împreună îi putem găsi” – data de start a campaniei - 26 mai 2009.
În aprilie 2013, a intrat în politică, înscriindu-se în PSD. Aventura politică a fost însă scurtă, demisionând din PSD la finalul aceluiași an și revenind în presă. 
În afară de Prima TV, a mai colaborat la posturile de televiziune Antena 3 („Dincolo de știri”) și Canal 33 („Interviuri (ne)convenționale”).
În septembrie 1989 a încercat să fugă din România comunistă pentru a ajunge la mama ei, în Germania. A fost prinsă de grăniceri și a trecut prin 4 închisori comuniste. A fost eliberată pe 19 decembrie 1989.

## Decesul
Cristina Țopescu a murit la 59 de ani, fiind găsită fără suflare la 12 ianuarie 2020 în casa în care locuia. Primele informații au arătat o moarte naturală, în somn. Raportul medico-legal, finalizat după mai mult de un an, indică drept cauză a decesului un infarct miocardic acut produs pe fondul unei ateroscleroze coronariene și a unei cardiopatii ischemice.
A fost incinerată la Crematoriul Vitan-Bârzești.